# Władysław Tarnowski
Władysław Tarnowski herbu Leliwa, ps. lit.: Ernest Buława, Student (ur. 4 czerwca 1836 w majątku Wróblewice koło Drohobycza, zm. 19 kwietnia 1878 u wybrzeży San Francisco w Kalifornii) – polski hrabia, pianista, kompozytor, poeta, dramaturg i tłumacz.

## Życiorys

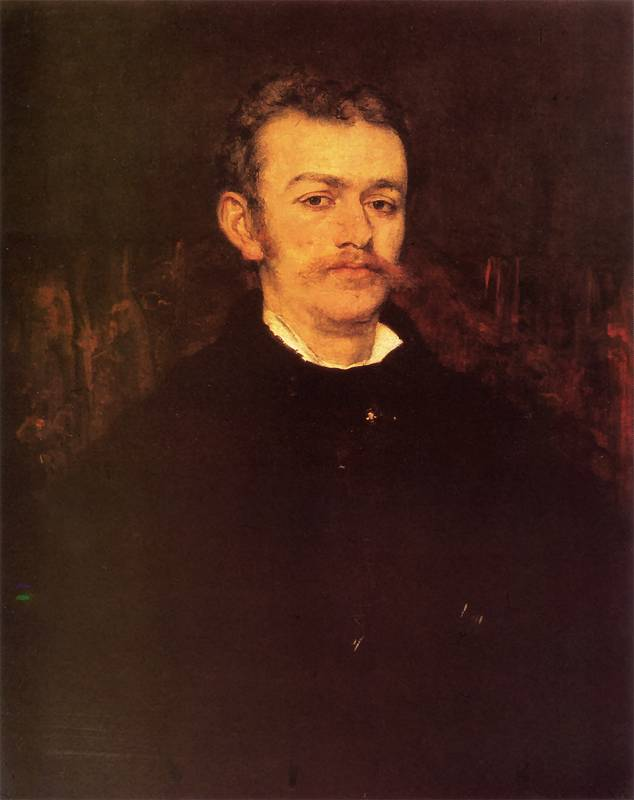
Portret Władysława Tarnowskiego, autorstwa Maurycego Gottlieba, 1877.

Był synem hrabiego Waleriana i Ernestyny Tarnowskich.
Wcześnie rozwinął swoje liczne talenty i już jako kilkulatek przypuszczalnie został przedstawiony Fryderykowi Chopinowi.
Kształcił się najpierw we Lwowie i Krakowie w gimnazjum a następnie na wydziałach prawa i filozofii Uniwersytetu Lwowskiego oraz Uniwersytetu Jagiellońskiego i u Daniela Aubera w konserwatorium paryskim, z przerwą na czas powstania styczniowego (1863–1864).
W powstaniu styczniowym brał czynny udział, pracując w organizacji zasilającej powstanie we Lwowie i jako tajny kurier kursujący między Galicją a Rządem Narodowym w Warszawie. Brał udział także osobiście w walkach zbrojnych.
W owym czasie z właściwą sobie weną pisze i komponuje piosenkę „Jak to na wojence ładnie”, która jest popularna do dziś, chociaż wykonują się ją obecnie już raczej w przeróbkach.
Pobierał także nauki i doskonalił swoje umiejętności u Ignaza Moschelesa w grze na fortepianie, u Ernsta Friedricha Richtera w kompozycji i u Ferenca Liszta, ceniącego jego technikę fortepianową, którą równał z techniką Antona Rubinsteina i Hansa von Bülowa, a swoje stosunki z nim określał w listach jako przyjacielskie.
W 1860 i 1875 koncertował we Wrocławiu (gdzie wykonywał także własne utwory), we Lwowie w 1875, w Wiedniu, Rzymie, Wenecji i Florencji w 1872, następnie w Paryżu w 1873, a także w Grecji, Egipcie i Syrii (których kulturami się fascynował).
Podróżował także do Indii i Japonii.
Ferenc Liszt, koncertując w Rzymie, wykonywał m.in. utwory Władysława Tarnowskiego.
Tarnowski zmarł w czasie podróży, w wyniku ataku serca, u wybrzeży San Francisco w Kalifornii, na parowcu Pacyfic płynącym z Japonii do USA.

## Kompozycje
- Kameralne:

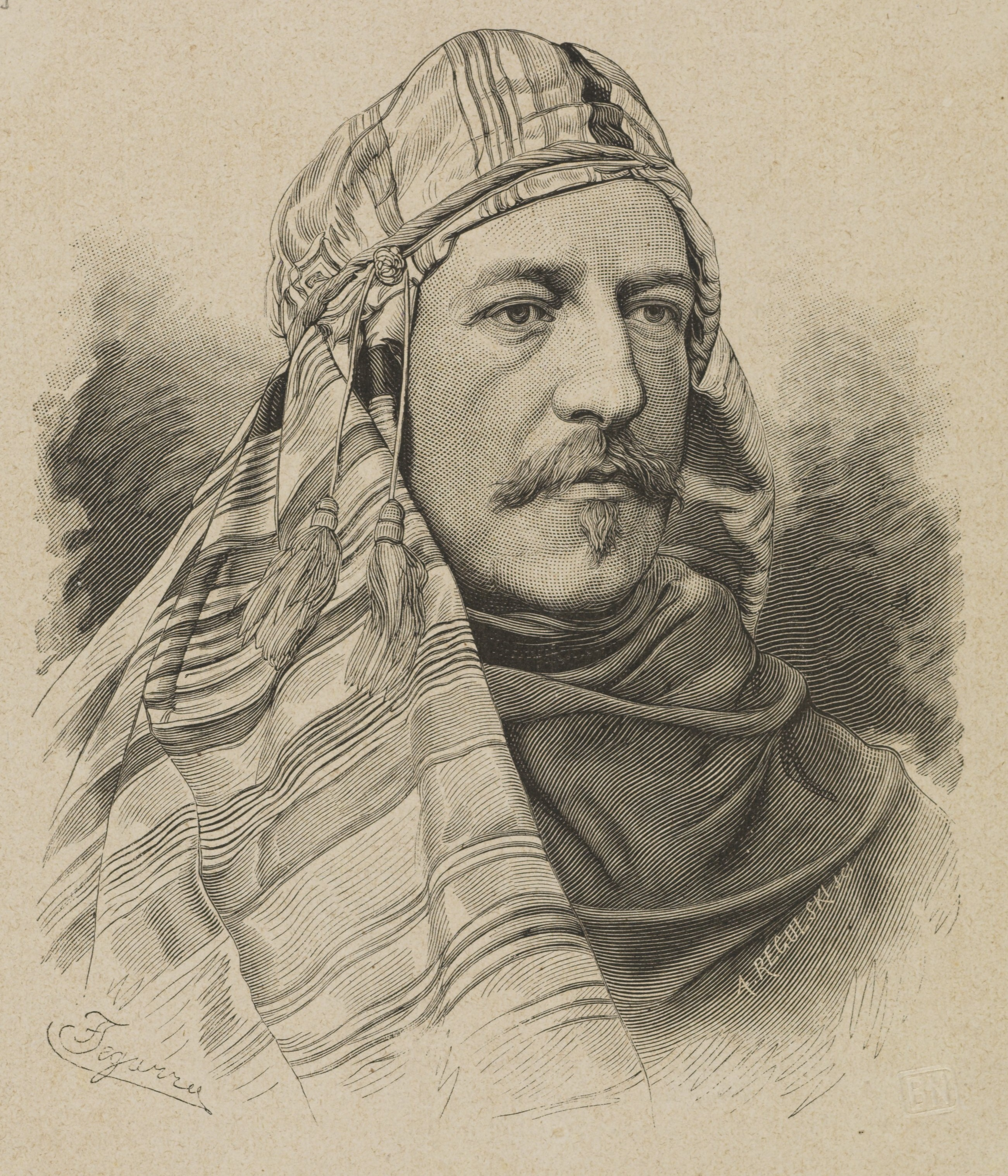
Portret Władysława hrabiego Tarnowskiego w stroju wschodnim

  - Kwartet smyczkowy D-dur Skany na Wikimedia Commons[10]
  - Fantasia quasi una sonata (na skrzypce i fortepian) Skany na Wikimedia Commons
  - Souvenir d’un ange (na skrzypce i fortepian) (Wiedeń około 1876, Wyd. V. Kratochwilla) Skany na Wikimedia Commons
- Fortepianowe:
  - 3 mazurki (3 Mazurkas, Wiedeń około 1870, Wyd. Bösendorfera)
  - 2 pieces:
    - Chart sans paroles
    - Valse-poeme (oba Lipsk około 1870, Wyd. Ch. F Kahuta) Skany na Wikimedia Commons

  - Deux Morceaux:
    - Fantazie-Impromptu
    - Valse-poeme (oba Lipsk około 1870, Wyd. Ch. F Kahuta) Skany na Wikimedia Commons

  - Impromptu „L’adieu de l’artiste” (Wiedeń około 1870, Wyd. J. Gutmanna) Skany na Wikimedia Commons
  - Symfonia d’un drammo d’amore[11]
  - Souvenir de la Canée, (fantazja koncertowa na fortepian)[12]
  - Sonate à son ami Br. Zawadzki (Wiedeń około 1875, Wyd. V Kratochwilla) Skany na Wikimedia Commons

- - Grande polonaise quasi rapsodie symphonique (Wiedeń około 1875, Wyd. J. Gutmanna)
  - Extases au Bosphor, fantasie rapsodie sur les melodies orientales op. 10 (Lipsk około 1875 Wyd. Forberga) Skany na Wikimedia Commons
  - Polonez dla Teofila Lenartowicza (1872 r.)[13]
  - Grande Polonaise composée et dediée à son ami T. Lenartowicz (Wiedeń 1874, wyd. J. Gutmanna) Skany na Wikimedia Commons

- - Marsz żałobny z osobnej całości symfonicznej poświęcony pamięci Augusta Bielowskiego (1876)[14]  Zobacz Marsz żałobny z osobnej całości symfonicznej poświęcony pamięci Augusta Bielowskiego na Wikiźródłach

- - Ave Maria dedykowane J. I. Kraszewskiemu (opublikowane przez niego w: „Album muzeum Narodowego w Raperswyllu”, z roku 1876, str. 577 i str. 578.); (wariacje na tej podstawie: Ave Maria (pieśń na chór i organy; oraz utwór instrumentalny na kwartet smyczkowy)[15], Ave Maria
  - „Pensée funebre”[16]
  - Andantino pensieroso (opublikowane pośmiertnie w piśmie „Echo Muzyczne”, cenz. 17 XII 1878)[17] Andantino pensieroso
- Nokturny i romanse:
  - Nocturne dédié à sa soeur Marie (Wiedeń, wydanie nie datowane)[18] Skany na Wikimedia Commons
  - Nuit sombre[19]
  - Nuit claire Skany na Wikimedia Commons[19]
- Pieśni:
  - Solo: Marsz ułański, zwany też Pieśnią żołnierza, Marszem żołnierzy Langiewicza zaczynający się: „A kto chce rozkoszy użyć”, a dziś bardziej znany ze słów „Jak to na wojence ładnie” (pierwsze publikacje: „Kieszonkowy słowniczek polski z melodiami” Poznań 1889, Wyd. J. Leitgebera i „Piosenka wojenna” Lwów 1908, Wyd. B. Połonieckiego, odpowiednio).
  - Z akompaniamentem fortepianu:
    - Cypressen. Fünf characterische Gesänge – 5 pieśni z których 3 do wierszy Władysława Tarnowskiego, a 2 do wierszy Heinricha Heinego, cały zbiór pieśni inspirowany tomikiem Ludwiga Foglara Cypressen. Dichtungen.[20] z muzyką Władysława Tarnowskiego (Wiedeń 1870, Wyd. Bösendorfera, zbiór zawierający następujące pieśni (skany wszystkich na Wikimedia Commons): Herangedämmert kam der Abend, Die Perle, Die Schwalben, Im Traum sah ich das Lieben, Ich sank verweint in sanften Schlummer[21];, Ich sank verweint in sanften Schlummer akompaniament z muzyką w miejsce głosu
    - Neig, o Schöne Knospe Skany na Wikimedia Commons Neig, o Schöne Knospe akompaniament z muzyką w miejsce głosu
    - Kennst du die Rosen (oba Wiedeń około 1870, Wyd. J. Gutmanna) Skany na Wikimedia Commons Kennst du die Rosen akompaniament z muzyką w miejsce głosu
    - Zwei Gesänge mit Begleitung des Pianoforte: I. Du Buch mit sieben Siegeln, II. Ob du nun Ruhst – 2 pieśni do wierszy Ludwiga Foglara (obie Wiedeń około 1870, Wyd. V. Kratochwilla) Skany na Wikimedia Commons

- -     - „Au soleil couchant“ do wiersza Wiktora Hugo („Słońce się kłoni”)[22]
    - Still klingt das Glöcklein durch Felder (Wiedeń, 1874, wyd. J. Gutmanna)[23], wersja polska: „Dźwięczy głos dzwonka przez pole”[24]. Still klingt das Glocklein durch Felder – akompaniament
    - Zwei Gresänhe:
      - Klänge Und Schmerzen
      - Nächtliche Regung (Lipsk około 1870, Wyd. Ch. E. Kahnta)

    - Strofa dello Strozzi e la risposttadi Michalangelo (Wyd. Carisch)[25]
    - Alpuhara w tłumaczeniu niemieckim wiersza Adama Mickiewicza[26][27].
    - Mein kahn, pieśń do wiersza Johanna von Paümanna ps. Hans Max.
- Sceniczne:
  - Achmed oder der Pilger der Liebe (Achmed, czyli pielgrzym miłości, do własnego libretta. Opublikowano wyciąg fortepianowy, Lipsk około 1875, Wyd. R. Forberga, którego skany w zbiorach cyfrowych Österreichische Nationalbibliothek)[28]
  - Karlińscy (muzyka do własnej sztuki teatralnej, Lwów 1874, Wyd. Gubrynowicz i Schmidt)
  - Joanna Grey (muzyka do własnej sztuki teatralnej, Wiedeń 1875, Wyd V. Kratochwilla)[29]

- Opracowanie etiudy op. 25, nr 7 F. Chopina na wiolonczelę i fortepian (Lipsk 1874, Wyd. B&H)

## Utwory literackie
- Poezje:
  - Poezye studenta (tomy 1-4, z lat 1863-65):
    - Poezye Studenta – Tom 1. (Lipsk 1863 wyd. F.A. Brockhaus),  Zobacz Poezye Studenta, Tom 1 na Wikiźródłach
    - Poezye Studenta – Tom 3. (Lipsk 1865 wyd. F.A. Brockhaus),  Zobacz Poezye Studenta, Tom 2 na Wikiźródłach
    - Poezye Studenta – Tom 4. (Lipsk 1865 wyd. F.A. Brockhaus),  Zobacz Poezye Studenta, Tom 3 na Wikiźródłach

  - Krople czary (Lipsk 1865, wyd. Paweł Rhode)[30],
  - Szkice helweckie i Talia (Lipsk 1868 wyd. Paweł Rhode), zawierający: Szkice helweckie  Zobacz Szkice helweckie na Wikiźródłach, Talia  Zobacz Talia na Wikiźródłach, Krople czary, część III – silva rerum i Różne wiersze.
  - Piołuny (Drezno 1869 druk J.I. Kraszewski),   Zobacz Piołuny na Wikiźródłach
  - Nowe Poezye (1872 wyd. Księgarnia Seyferta i Czajkowskiego),  Zobacz Nowe poezye na Wikiźródłach
  - Kochankowie ojczyzny (poemat) 1872,
  - Praxytel i Fryne. „Ruch Literacki”. 30, s. 53–54, 22 lipca 1876.  Zobacz Praxytel i Fryne na Wikiźródłach
  - Pomnik Bielowskiego (1876)[31]  Zobacz Pomnik Bielowskiego na Wikiźródłach
- Dramaty:
  - Izaak (Lwów 1871),  Zobacz Izaak na Wikiźródłach
  - W serii: Ernesta Buławy Utwory Dramatyczne:
    - Tom I – Karlinscy, Księgarnia Gubrynowicza i Schmidta, 1874. Brak numerów stron w książce (Do dramatu była dołączona wymieniona uwertura Władysława Tarnowskiego)  Zobacz Karlinscy na Wikiźródłach,
    - Tom II – Joanna Grey, Księgarnia Gubrynowicza i Schmidta, 1874. Brak numerów stron w książce (Wyd. Lwów, wedle bibliografii podawany jest też rok 1875, z dramatem związana była uwertura Władysława Tarnowskiego, która jednak była dołączana doń później)  Zobacz Joanna Grey na Wikiźródłach,
    - Tom III – Ostatnie sądy kapturowe i Finita la comedia (wzmiankowane w tomie II, zapewne wydane także we Lwowie przez Gubrynowicza i Schmidta),

  - Achmed, pielgrzym miłości (libretto w j. niemieckim Achmed oder die Pilger der Liebe.),
- Przekłady:
  - Pieśni Osjana, oraz na ich temat: Z dziejów „Ossjana” w Polsce, (wydanie pośmiertne) wyd. M. Arct, Warszawa, 1927.
  - Fr. Brendela:
    - Grundzüge der Geschichte der Musik, z dodatkami m.in. o muzyce polskiej, znana z tłumaczonego tytułu: „Zarysy historyi muzyki” (5 tomów, Lipsk 1866)  Zobacz Zarysy historyi muzyki na Wikiźródłach[32],
    - Liszt jako symfonik, skreślił dr. Brendel, z dodatniem artykułu krytyczno-muzykalnego Ludwika Leona Gozlana spolszczył W.T. (Lwów 1870)[33], Skany na Wikimedia Commons.

  - L. Foglar Męczennicy fantazji. Nowela, w piśmie „Świt”, 1872, nr 6-14. Skany na Wikimedia Commons
  - Cyd, według romancero hiszpańskiego z przekładu Herdera. Cyd pod Ferdynandem Wielkim część 1, „Świt”, 1872, nr 17-26. Skany na Wikimedia Commons
  - Angelo de Gubernatis. Maja. „Ruch Literacki”. 2, 1875.brak numeru strony  Zobacz Maja na Wikiźródłach (także: Angelo de Gubernatis’a Maja, Lwów 1876, Wyd. Gubrynowicz i Schmidt), wydanie osobne (Gubrynowicz i Schmidt, Lwów 1876) z dodatkiem poematu Piękność Władysława Tarnowskiego Skany na Wikimedia Commons
  - Hectora Berlioza:
    - Hektor Berlioz. Nowela przeszłości. 1555. Pierwsza opera.. „Ruch Literacki”. 2, 1876.brak numeru strony (utwór jest pierwszym z Les Soirées de l’orchestre, tj. Wieczorów Orkiestry Hektora Berlioza (lwowski Ruch Literacki, tom z 1 połowy roku 1876, s. 81-84.)  Zobacz Nowela przeszłości. 1555. Pierwsza opera. na Wikiźródłach
    - Grand traité d’instrumentation et d’orchestration modernes[34] pod tłumaczonym tytułem: „O instrumentacji”[35].

  - Bohaterowie Grecji Eugeniusza Yeménis (lwowski Ruch Literacki, w tomie z 2 połowy 1876 r., s. 57-58, 72-73, 90-91, 105-108, 119-120, 135-136, 153-154, 169-170, 184-185, 200-201, 216-217, 233, 246-247, 264-266, 280-281, 295-296),  Zobacz Bohaterowie Grecji na Wikiźródłach
  - Poza wymienionymi, tłumaczył także m.in. Maximiliana Berna, Petera Corneliusa, H. Heinego, W. Irwinga i P. Shelleya.
- Wydawca i redaktor dokumentów z Archiwum Wróblewieckiego[36]:
  - Archiwum Wróblewieckie – Zeszyt I (pierwodruk: Poznań 1869, wyd. autora, dla Komisu Księgarni Jana Konstantego Żupańskiego, drukarnia J.I. Kraszewskiego w Dreźnie) zawierający: Urszula z Ustrzyckich Tarnowska, Wspomnienia damy polskiéj z XVIII. wieku. Brak numerów stron w książce  Zobacz Wspomnienia damy polskiéj z XVIII. wieku na Wikiźródłach, Kazimierz Ustrzycki, Hymn na stuletnią obronę Wiednia. Brak numerów stron w książce  Zobacz Hymn na stuletnią obronę Wiednia na Wikiźródłach, Jan Henryk Dąbrowski, Proklamacya Generała Dąbrowskiego. Brak numerów stron w książce  Zobacz Proklamacya Generała Dąbrowskiego na Wikiźródłach, Stanisław Górski, Tomicyanów ustęp, r. 1536–1537. Brak numerów stron w książce[37]  Zobacz Tomicyanów ustęp, r. 1536–1537. na Wikiźródłach;
  - Archiwum Wróblewieckie – Zeszyt II (Lwów 1876 druk K. Piller) zawierający: „Pamiętnik damy polskiej” Urszuli z Ustrzyckich Tarnowskiej[38];
  - Archiwum Wróblewieckie – Zeszyt III (Lwów 1878 wyd. Karol Wild) zawierający:   Historję Królów Elekcyjnych Ignacego Potockiego,   Manifest Generalności Barskiej, Listy: Ignacego Potockiego, Katarzyny z Potockich Kossakowskiej, Juliana Ursyna Niemcewicza;
  - Urszula z Ustrzyckich Tarnowska. Król Hieronim w Warszawie w 1812 roku. „Ruch Literacki”. 30, s. 54–55, 22 lipca 1876. (jako niepublikowane uzupełnienie Archiwum Wróblewieckiego).  Zobacz Król Hieronim w Warszawie w 1812 roku na Wikiźródłach

Jego wiersze i teksty utworów muzycznych, artykuły, recenzje utworów literackich i kompozycji muzycznych ukazywały się w licznych pismach (m.in. w Ruchu literackim i Tygodniku ilustrowanym, Gazecie Narodowej, Dzienniku Literackim, Dzienniku Poznańskim, Gazecie Polskiej ukazującej się w Chicago, Mrówce, Świcie, Tygodniu Politycznym, Naukowym , Literackim i Artystycznym ukazującym się w Dreźnie pod red. J.I. Kraszewskiego) oraz Kłosach.
Władysław był mecenasem sztuki i kolekcjonerem, we Wróblewicach stworzył muzeum, oraz wybudował szkołę i finansował naukę w niej dzieci z Wróblewic.

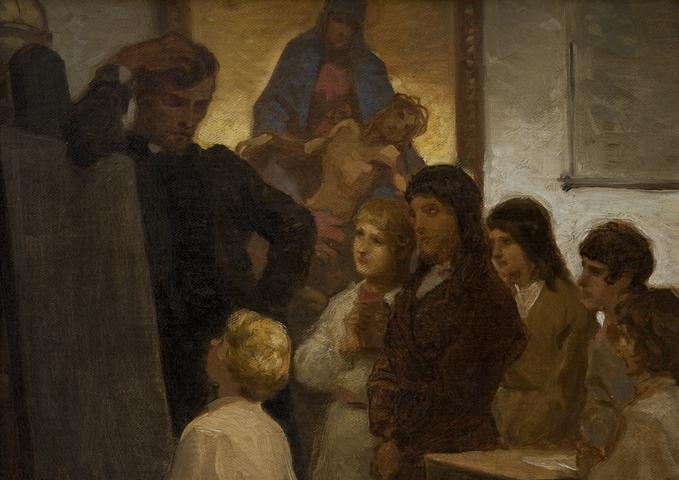
Szkółka wiejska we Wróblewicach – obraz Artura Grottgera z roku 1865.

## Wywód przodków

Leliwa hrabiów Tarnowskich

## Wywód przodków[42][43]
| Prapradziadkowie                                                                                                 | Hrabia SIR Józef Mateusz Tarnowski (po 1705-1744) ∞ przed 1728 Róża Konstancja Dunin-Karwicka herbu Łabędź (1710-1733)                                                                        | Hrabia Feliks Szczęsny Czacki herbu Świnka (1723-1790) ∞ ok. 1750 ∞? Hrabianka Katarzyna Małachowska herbu Nałęcz (ok. 1740-?)                                                                | Hrabia Benedykt Stroynowski herbu Strzemię (1720-?) ∞1750 Marianna Brodzka (ok. 1720-?) | Hrabia SIR Kajetan Amor Tarnowski herbu Leliwa (1706-1748) ∞ przed 1728 Anastazja Bogusz herbu Półkozic (1710-przed 1796)                                                                     | Hrabia SIR Józef Mateusz Tarnowski (po 1705-1744) ∞ przed 1728 Róża Konstancja Dunin-Karwicka herbu Łabędź (1710-1733)                                                                        | Bogusław Ustrzycki herbu Przestrzał (?-1784) ∞ ok. 1750 Konstancja Siemianowska herbu Grzymała (1730-?)                                                                                       | Różniecki herbu Rola ∞ ? | Jan Chrzciciel d'Aloy (vel z Aloe) herbu Złoty Orzeł (ok. 1740 – 1786) ∞ ok. 1750 Henryka Rakocy (ok. 1730-?)                                                                                 |
| Pradziadkowie | Hrabia Świętego Imperium Rzymskiego Jan Jacek Tarnowski herbu Leliwa (1729-1808) ∞ 1775 Hrabianka Rozalia Czacka herbu Świnka (1753-1821)                                                     | Hrabia Świętego Imperium Rzymskiego Jan Jacek Tarnowski herbu Leliwa (1729-1808) ∞ 1775 Hrabianka Rozalia Czacka herbu Świnka (1753-1821)                                                     | Hrabia Walerian Antoni Stroynowski herbu Strzemię (1753-1834) ∞ ok. 1780 Hrabianka Świętego Imperium Rzymskiego Aleksandra Tarnowska herbu Leliwa (1740-1815)                                 | Hrabia Walerian Antoni Stroynowski herbu Strzemię (1753-1834) ∞ ok. 1780 Hrabianka Świętego Imperium Rzymskiego Aleksandra Tarnowska herbu Leliwa (1740-1815)                                 | Hrabia Świętego Imperium Rzymskiego Rafał Tarnowski herbu Leliwa (przed 1741-1803) ∞1781 Urszula Ustrzycka herbu Przestrzał (1755-1829)                                                       | Hrabia Świętego Imperium Rzymskiego Rafał Tarnowski herbu Leliwa (przed 1741-1803) ∞1781 Urszula Ustrzycka herbu Przestrzał (1755-1829)                                                       | Aleksander Rożniecki herbu Rola (ok. 1740-?) ∞ ok. 1770 Ludwika d'Aloy (vel z Aloe) h. Zloty Orzeł (1761-?)                                                                                   | Aleksander Rożniecki herbu Rola (ok. 1740-?) ∞ ok. 1770 Ludwika d'Aloy (vel z Aloe) h. Zloty Orzeł (1761-?)                                                                                   |
| Dziadkowie | Hrabia Świętego Imperium Rzymskiego Jan Feliks Tarnowski herbu Leliwa (1777-1842) ∞ 1800 Hrabianka Waleria Stroynowska herbu Strzemię (1782-1849)                                             | Hrabia Świętego Imperium Rzymskiego Jan Feliks Tarnowski herbu Leliwa (1777-1842) ∞ 1800 Hrabianka Waleria Stroynowska herbu Strzemię (1782-1849)                                             | Hrabia Świętego Imperium Rzymskiego Jan Feliks Tarnowski herbu Leliwa (1777-1842) ∞ 1800 Hrabianka Waleria Stroynowska herbu Strzemię (1782-1849)                                             | Hrabia Świętego Imperium Rzymskiego Jan Feliks Tarnowski herbu Leliwa (1777-1842) ∞ 1800 Hrabianka Waleria Stroynowska herbu Strzemię (1782-1849)                                             | Hrabia Świętego Imperium Rzymskiego Władysław Jan Tarnowski herbu Leliwa (1785-1847) ∞1808 Aniela Rożniecka herbu Rola (1779-?)                                                               | Hrabia Świętego Imperium Rzymskiego Władysław Jan Tarnowski herbu Leliwa (1785-1847) ∞1808 Aniela Rożniecka herbu Rola (1779-?)                                                               | Hrabia Świętego Imperium Rzymskiego Władysław Jan Tarnowski herbu Leliwa (1785-1847) ∞1808 Aniela Rożniecka herbu Rola (1779-?)                                                               | Hrabia Świętego Imperium Rzymskiego Władysław Jan Tarnowski herbu Leliwa (1785-1847) ∞1808 Aniela Rożniecka herbu Rola (1779-?)                                                               |
| Rodzice | Walerian Spycimir Tarnowski herbu Leliwa, hrabia Świętego Imperium Rzymskiego (1811-1861) ∞ 18 VIII 1835 Ernestyna Tarnowska herbu Leliwa, hrabianka Świętego Imperium Rzymskiego (1808-1840) | Walerian Spycimir Tarnowski herbu Leliwa, hrabia Świętego Imperium Rzymskiego (1811-1861) ∞ 18 VIII 1835 Ernestyna Tarnowska herbu Leliwa, hrabianka Świętego Imperium Rzymskiego (1808-1840) | Walerian Spycimir Tarnowski herbu Leliwa, hrabia Świętego Imperium Rzymskiego (1811-1861) ∞ 18 VIII 1835 Ernestyna Tarnowska herbu Leliwa, hrabianka Świętego Imperium Rzymskiego (1808-1840) | Walerian Spycimir Tarnowski herbu Leliwa, hrabia Świętego Imperium Rzymskiego (1811-1861) ∞ 18 VIII 1835 Ernestyna Tarnowska herbu Leliwa, hrabianka Świętego Imperium Rzymskiego (1808-1840) | Walerian Spycimir Tarnowski herbu Leliwa, hrabia Świętego Imperium Rzymskiego (1811-1861) ∞ 18 VIII 1835 Ernestyna Tarnowska herbu Leliwa, hrabianka Świętego Imperium Rzymskiego (1808-1840) | Walerian Spycimir Tarnowski herbu Leliwa, hrabia Świętego Imperium Rzymskiego (1811-1861) ∞ 18 VIII 1835 Ernestyna Tarnowska herbu Leliwa, hrabianka Świętego Imperium Rzymskiego (1808-1840) | Walerian Spycimir Tarnowski herbu Leliwa, hrabia Świętego Imperium Rzymskiego (1811-1861) ∞ 18 VIII 1835 Ernestyna Tarnowska herbu Leliwa, hrabianka Świętego Imperium Rzymskiego (1808-1840) | Walerian Spycimir Tarnowski herbu Leliwa, hrabia Świętego Imperium Rzymskiego (1811-1861) ∞ 18 VIII 1835 Ernestyna Tarnowska herbu Leliwa, hrabianka Świętego Imperium Rzymskiego (1808-1840) |
| Władysław Tarnowski herbu Leliwa (ur. 4 czerwca 1836, zm. 19 kwietnia 1878), hrabia Świętego Imperium Rzymskiego | | | | | | | | |